# Sodówka palestyńska
Sodówka palestyńska (Suaeda palaestina Eig & Zohary) – gatunek roślin należący do rodziny szarłatowatych (Amaranthaceae). Występuje w Egipcie i Palestynie.

## Morfologia
Halofit. Silnie rozgałęziony krzew osiągający wysokość do 60 cm. Liście drobne, okrągłe.

## Udział w kulturze
W Biblii trzy razy wymienione jest hebrajskie słowo melēḥā(h), oznaczające miejsca zasolone. Niektórzy badacze roślin biblijnych wiążą z nim sodówkę palestyńską, która w takich właśnie miejscach rośnie. Według N. Heppera opis w Psalmie 107 dobrze pasuje do krajobrazu okolic po północnej stronie Morza Martwego, gdzie rosną krzewy sodówki palestyńskiej.